# Zołotaja Niwa
Zołotaja Niwa (ros: Золотая Нива) – piąta i jak na razie ostatnia stacja linii Dzierżyńskej, znajdującego się w Nowosybirsku systemu metra. Najmłodsza stacja metra w mieście, jest to jednocześnie najdalej położona na wschód stacja metra na terenie Rosji.

## Historia
Stacja Zołotaja Niwa położona jest na granicy rejonów dzierżyńskiego i okiabrskiego. Zlokalizowana w części miasta szeroko zabudowanej wielkimi osiedlami mieszkaniowymi. Jej powstanie stworzyło możliwość szybkiego przemieszczania się do centrum miasta i na drugi brzeg Obu dla setek tysięcy mieszkańców tego obszaru Nowosybirska. Lokalizacja stacji w tym miejscu (wtedy jeszcze pod roboczą nazwą Gusinobrodskaja) pojawia się na planach z początku lat dziewięćdziesiątych XX wieku. Projekt ten został zatwierdzony przez odpowiednie ministerstwo w Moskwie. Prace przygotowawcze rozpoczęły się w 1992 roku, gdy usunięto tory tramwajowe z jednej z pobliskich ulic. W 1993 roku rozpoczęto wiercenie tunelu w stronę stacji Bieriozowaja roszcza. Wiercenie drugiego tunelu zaczęło się rok później, w 1994. Wkrótce doszło do załamania, z powodu kryzysu jaki w drugiej połowie lat dziewięćdziesiątych wstrząsnął Federacją Rosyjską. Ostatecznie w 1998 roku prace budowlane nad stacją zostały przerwane. Do tego czasu w stronę Bieriozowej roszczy udało się wydrążyć dwa tunele, jeden o długości 44 metrów, a drugi o długości 7 metrów]. Prace zostały wznowione prawie dziesięć lat później, w maju 2007 roku. Jeszcze tego samego roku zmieniony został główny wykonawca budowy, gdyż jak się okazało poprzedni nie wypłacał pensji swoim pracownikom i zalegał z innymi opłatami. Drążenie tuneli i przygotowywanie ich do regularnego ruchu pociągów zostało ukończone na początku 2010 roku. Na tym etapie prac zamknięty został ruch uliczny w okolicach stacji, co spowodowało znaczące utrudnienia w ruchu. Wbrew zapowiedziom ulice te nie zostały ponownie otwarte zgodnie z harmonogramem, co jeszcze bardziej pogłębiło i tak już trudną sytuację transportową w tej części miasta. 
Początkowo otwarcie planowano na wrzesień 2010 roku, a następnie 2 lub 3 października, ale ostatecznie stało się to 7 października 2010 roku. W uroczystej inauguracji Zołotej Niwy uczestniczyły najwyższe władze miasta, gubernator obwodu nowosybirskiego, a także wysłannik rosyjskiego prezydenta na Syberyjski Okręg Federalny. Jednak zaledwie po kilkunastu dniach funkcjonowania, bo już 25 października sąd nakazał zamknięcie stacji, z powodu zastrzeżeń nadzoru budowlanego i transportowego. Śledztwo rozpoczęła także Prokuratura Federalna w sprawie sprzeniewierzenia i marnotrawstwa środków budżetowych do jakich miało dojść w trakcie budowy stacji. Ostatecznie po wielomiesięcznych inspekcjach i naprawianiu błędów konstrukcyjnych, stacja została ponownie oddana do użytku 9 lutego 2011 roku.

## Charakterystyka
Koszt budowy Zołotej Niwy według szacunkowych danych wyniósł od 5 do 6 miliardów rubli. Stacja ozdobiona jest dwudziestoma sześcioma cylindrycznie ukształtowanymi kolumnami w barwach czerni i z odcieniami barwy żółtej. Głównym materiałem wykończeniowym użytym w procesie konstrukcji było aluminium. Podłogi i ściany wykonano z granitu, podobnie jak podstawy kolumn. Jest to pierwsza stacja w Nowosybirsku przystosowana do swobodnego użytkowania przez osoby niepełnosprawne. Do wykończenia pozostają niektóre wyjścia ze stacji. Ich dokończenie będzie kosztować 72 miliony rubli. Dziennie stacja jest wykorzystywana przez około 10 tysięcy pasażerów. Nazwa Zołotaja Niwa pochodzi od piekarni, która znajdowała się w tej okolicy w czasach sowieckich. Mimo rozpadu Związku Radzieckiego, gdy sklep ten przestał istnieć, nazwa przetrwała. Zastosowanie tej nazwy w przypadku stacji metra pojawiło się w projekcie w 2004 roku, jednak władze miasta zakładają, że w przyszłości może zostać ona zmieniona na taką, która lepiej będzie oddawać historię i tradycje Nowosybirska.